# Sankt Anne masugn
Sankt Anne masugn var ett järnbruk, beläget vid Forsfallet i Nyköpingsån i Nyköping.
Bruket anlades av hertig Karl 1594. Malmen hämtades i huvudsak från Förola gruvor i Svärta socken. I järnbruket tillverkades bland annat järnugnshällar, stångjärn och tackjärn till kanonkulor.